# La Chapelle-Naude
La Chapelle-Naude – miejscowość i gmina we Francji, w regionie Burgundia-Franche-Comté, w departamencie Saona i Loara.
Według danych na rok 1990 gminę zamieszkiwało 418 osób, a gęstość zaludnienia wynosiła 22 osoby/km² (wśród 2044 gmin Burgundii La Chapelle-Naude plasuje się na 515. miejscu pod względem liczby ludności, natomiast pod względem powierzchni na miejscu 485.).